# Junioreuropamästerskapet i ishockey 1989
Junioreuropamästerskapet i ishockey 1989 var 1989 års upplaga av turneringen.

## Grupp A
spelades under perioden 2-10 april 1989 i Kiev i Ukrainska SSR i Sovjetunionen.

### Första omgången
grupp 1
| Lag                | Tjeckoslovakien | Sverige | Västtyskland | Norge | gjorda mål/insläppta mål | poäng |
| ------------------ | --------------- | ------- | ------------ | ----- | ------------------------ | ----- |
| 1. Tjeckoslovakien | —               | 10-5    | 10-3         | 18-4  | 38-12                    | 6     |
| 2. Sverige         | 5-10            | —       | 4-3          | 9-3   | 18-18                    | 4     |
| 3. Västtyskland    | 3-10            | 3-4     | —            | 6-4   | 12-18                    | 2     |
| 4. Norge           | 4-18            | 3-9     | 4-6          | —     | 11-33                    | 0     |

grupp 2
| Lag              | Sovjetunionen | Finland | Schweiz | Rumänien | gjorda mål/insläppta mål | poäng |
| ---------------- | ------------- | ------- | ------- | -------- | ------------------------ | ----- |
| 1. Sovjetunionen | —             | 4-2     | 13-2    | 15-0     | 32-04                    | 6     |
| 2. Finland       | 2-4           | —       | 17-0    | 8-0      | 27-04                    | 4     |
| 3. Schweiz       | 2-13          | 0-17    | —       | 9-2      | 11-32                    | 2     |
| 4. Rumänien      | 0-15          | 0-8     | 2-9     | —        | 02-32                    | 0     |

### Andra omgången
Slutspelsserien
| Lag                | Sovjetunionen | Tjeckoslovakien | Finland | Sverige | Västtyskland | Schweiz | gjorda mål/insläppta mål | poäng |
| ------------------ | ------------- | --------------- | ------- | ------- | ------------ | ------- | ------------------------ | ----- |
| 1. Sovjetunionen   | —             | 2-0             | (4-2)   | 4-2     | 7-1          | (13-2)  | 30-07                    | 10    |
| 2. Tjeckoslovakien | 0-2           | —               | 4-3     | (10-5)  | (10-3)       | 19-1    | 43-14                    | 08    |
| 3. Finland         | (2-4)         | 3-4             | —       | 5-5     | 15-1         | (17-0)  | 42-14                    | 05    |
| 4. Sverige         | 2-4           | (5-10)          | 5-5     | —       | (4-3)        | 14-0    | 30-22                    | 05    |
| 5. Västtyskland    | 1-7           | (3-10)          | 1-15    | (3-4)   | —            | 4-2     | 12-38                    | 02    |
| 6. Schweiz         | (2-13)        | 1-19            | (0-17)  | 0-14    | 2-4          | —       | 05-67                    | 0     |

Match om sjunde plats
| Norge | 12-4 | 5-0 | Rumänien |  |

Rumänien nedflyttade till 1990 års B-grupp

## Priser och utmärkelser
- Poängkung  Robert Reichel (21 poäng, nytt turneringsrekord)
- Bästa målvakt: Sergej Tkasjenko, Sovjetunionen
- Bästa försvarare: Jirí Vykoukal, Tjeckoslovakien
- Bästa anfallare: Pavel Bure, Sovjetunionen

## Grupp B
spelades under perioden 17-23 mars 1989 i Klagenfurt i Kärnten i Österrike.

### Första omgången
grupp 1
| Lag          | Polen | Danmark | Italien | Bulgarien | gjorda mål/insläppta mål | poäng |
| ------------ | ----- | ------- | ------- | --------- | ------------------------ | ----- |
| 1. Polen     | —     | 6-0     | 8-2     | 15-0      | 29-02                    | 6     |
| 2. Danmark   | 0-6   | —       | 8-3     | 6-2       | 14-11                    | 4     |
| 3. Italien   | 2-8   | 3-8     | —       | 6-3       | 11-19                    | 2     |
| 4. Bulgarien | 0-15  | 2-6     | 3-6     | —         | 05-27                    | 0     |

grupp 2
| Lag              | Frankrike | Österrike | Nederländerna | Jugoslavien | gjorda mål/insläppta mål | poäng |
| ---------------- | --------- | --------- | ------------- | ----------- | ------------------------ | ----- |
| 1. Frankrike     | —         | 4-3       | 10-1          | 6-3         | 20-07                    | 6     |
| 2. Österrike     | 3-4       | —         | 5-2           | 12-1        | 20-07                    | 4     |
| 3. Nederländerna | 1-10      | 2-5       | —             | 4-4         | 07-19                    | 1     |
| 4. Jugoslavien   | 3-6       | 1-12      | 4-4           | —           | 08-22                    | 1     |

### Andra omgången
Uppflyttningskval
| Lag          | Polen | Frankrike | Österrike | Danmark | gjorda mål/insläppta mål | poäng |
| ------------ | ----- | --------- | --------- | ------- | ------------------------ | ----- |
| 1. Polen     | —     | 7-4       | 8-1       | (6-0)   | 21-06                    | 6     |
| 2. Frankrike | 4-7   | —         | (4-3)     | 5-1     | 13-11                    | 4     |
| 3. Österrike | 1-8   | (3-4)     | —         | 3-3     | 07-15                    | 1     |
| 4. Danmark   | (0-6) | 1-5       | 3-3       | —       | 04-14                    | 1     |

Nedflyttningskval
| Lag              | Nederländerna | Italien | Jugoslavien | Bulgarien | gjorda mål/insläppta mål | poäng |
| ---------------- | ------------- | ------- | ----------- | --------- | ------------------------ | ----- |
| 1. Nederländerna | —             | 5-3     | (4-4)       | 8-4       | 17-11                    | 5     |
| 2. Italien       | 3-5           | —       | 7-2         | (6-3)     | 16-10                    | 4     |
| 3. Jugoslavien   | (4-4)         | 2-7     | —           | 8-2       | 14-13                    | 3     |
| 4. Bulgarien     | 4-8           | (3-6)   | 2-8         | —         | 09-22                    | 0     |

Polen uppflyttade till 1990 års A-grupp. Bulgarien nedflyttade till 1990 års C-grupp.

## Grupp C
spelades under perioden 25-30 mars 1989 i Puigcerdá i Spanien.
| Lag               | Spanien | Storbritannien | Ungern  | gjorda mål/insläppta mål | poäng |
| ----------------- | ------- | -------------- | ------- | ------------------------ | ----- |
| 1. Spanien        | —       | 5-2 2-2        | 6-5 6-4 | 19-13                    | 7     |
| 2. Storbritannien | 2-5 2-2 | —              | 5-2 6-1 | 15-10                    | 5     |
| 3. Ungern         | 5-6 4-6 | 2-5 1-6        | —       | 12-23                    | 0     |

Spanien uppflyttade till 1990 års B-grupp.

### Fotnoter
1. ↑  ”Championnat d'Europe 1989 des moins de 18 ans” (på franska). Hockeyarchives. 11 mars 1989. http://www.passionhockey.com/hockeyarchives/U-18_1989.htm. Läst 30 november 2014.